# 鱼藤素
鱼藤素是一种有机化合物，分子式C23H22O6，属于鱼藤酮类化合物，存在于薄莢豆屬（Lonchocarpus）、鱼藤属（Derris）、灰叶属（Tephrosia）等豆科植物中。